# Classe J (barche a vela)
La classe J servì a classificare i grandi yacht da regata realizzati tra il 1930 ed il 1937, utilizzando la Regola Universale definita da Nathanael Herreshoff nel 1903. Riservati ad un élite estremamente facoltosa e appassionata, questi velieri, simboli di lusso e di sportività, furono utilizzati per competere nelle tre regate della Coppa America disputate nel 1930, 1934 e 1937.

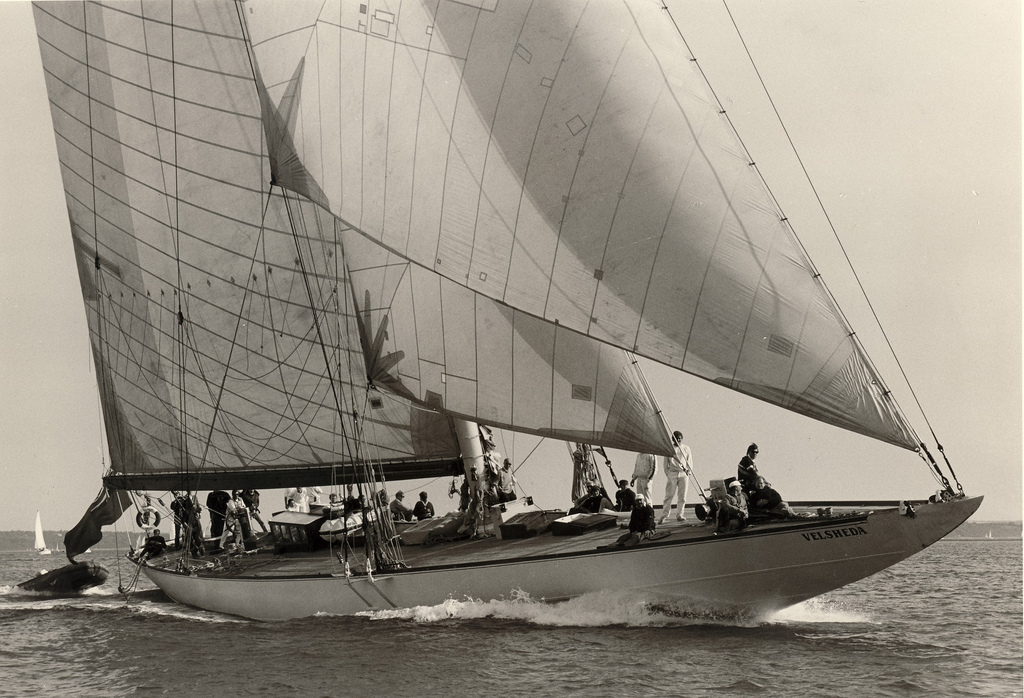
Lo yacht della classe J Velsheda (1933) in navigazione nel 2007

## Genesi e sviluppo

Schema rappresentante la definizione della quarter beam length nella Universal Rule (per la classe J la linea d'acqua considerata allo scopo non era quella a B/10 dal piano di galleggiamento, ma quella a B/8)

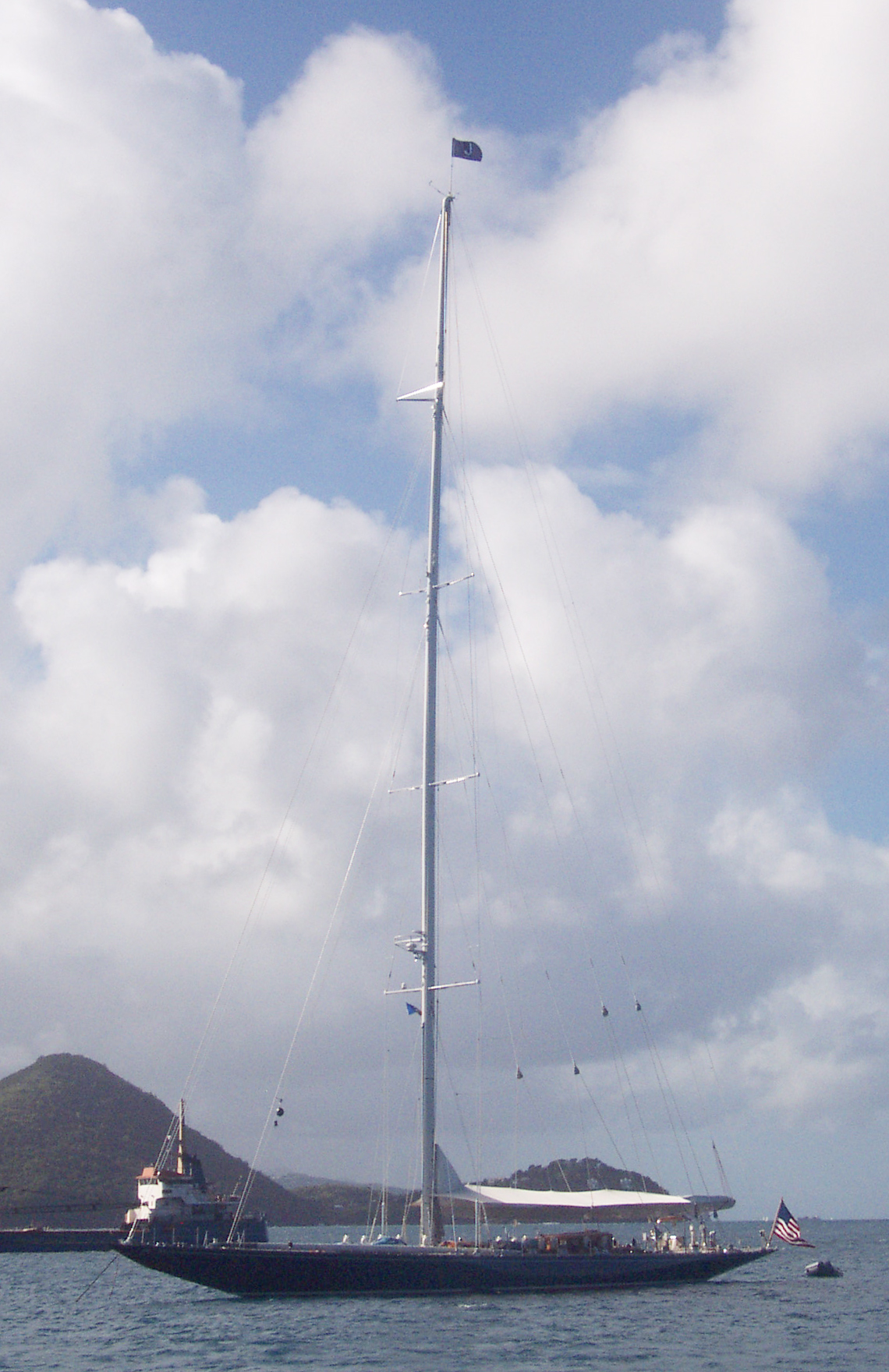
Endeavour (1934) ormeggiato a Grenadines nel 2003.

Dal 1893 al 1903 la Coppa America era stata disputata da imbarcazioni classificate secondo la Seawanhaka Rule, basata unicamente sulla lunghezza al galleggiamento e sulla superficie velica. Ciò portò alla costruzione di barche sempre più grandi ed estreme: nel progettare il defender dello New York Yacht Club per l'edizione 1903, Reliance, il progettista americano Nathanael Herreshoff si spinse ai limiti del regolamento, creando un'imbarcazione con dei marcati slanci a prua e a poppa, che si immergevano quando la barca era in navigazione e una superficie velica di oltre 1500 metri quadri. Reliance vinse la competizione, ma venne considerata eccessivamente estrema e pericolosa, tanto che lo stesso Herreshoff propose un nuovo metodo di classificazione per le imbarcazioni da regata, la Universal Rule.
La classificazione (rating, espresso in piedi) delle imbarcazioni avveniva secondo la seguente formula:
{\displaystyle R={\frac {0.2\cdot L\cdot {\sqrt {S}}}{\sqrt[{3}]{D}}}}
nella quale S rappresentava la superficie velica, D il volume di carena e L era una lunghezza convenzionale definita come:
{\displaystyle L=\ L.W.L.+.5(q.b.l.-{\frac {100-{\sqrt {L.W.L.}}}{100}}\cdot L.W.L.)}
con L.W.L. che rappresentava la lunghezza al galleggiamento e q.b.l. la cosiddetta quarter-beam length, definita come la distanza tra le intersezioni tra il verticale posto a 1/4 della larghezza nave e la linea d'acqua posta 1/8 della massima larghezza sopra il piano di galleggiamento.
Dopo lunghi contenziosi nel 1920 fu disputata la prima edizione della Coppa America nella quale le barche contendenti erano costruite seguendo la Universal Rule, con un rating fissato a 75 piedi. Per la successiva edizione del 1930 e le seguenti nel 1934 e nel 1937 si decise di far competere le barche della cosiddetta Classe J, con un rating compreso tra 65 e 76 piedi e una lunghezza al galleggiamento compresa tra 75 e 87 piedi.
Alla ripresa delle regate di America's Cup nel dopoguerra si preferì ricorrere alle più piccole ed economiche imbarcazioni della classe 12 Metri definita dalla International Rule, ponendo quindi fine al periodo delle imbarcazioni Classe J, la maggior parte delle quali erano state demolite negli anni a cavallo della seconda guerra mondiale.
A partire dagli anni '80, con la ricostruzione degli yacht Velsheda ed Endeavour curata da Elizabeth Mayer, iniziò una rinascita della Classe J, che portò all'organizzazione di diverse regate loro dedicate, alla fondazione della J-Class Association nel 2000 e alla costruzione di diverse repliche negli anni seguenti.

## Lista di yacht della classe J
Tra il 1930 ed il 1937 furono costruiti dieci yacht appartenenti alla classe J, sei negli Stati Uniti d'America e quattro in Gran Bretagna. Di questi, solo Velsheda non fu espressamente costruito per prendere parte (o tentare di prendere parte) alla America's Cup. Gli unici tre esemplari conservatisi al 2013, Shamrock V, Endeavour e Velsheda furono tutti progettati e costruiti da Charles Ernest Nicholson. Ciò è in parte dovuto al fatto che gli yacht britannici dovessero per regolamento affrontare la traversata atlantica, dovendo quindi sottostare a dei criteri costruttivi più rigidi rispetto agli omologhi americani.
Praticamente tutti gli yacht della classe 23 Metri della Regola Internazionale furono convertiti in imbarcazioni della Classe J, così come diverse altre barche a vela di grandi dimensioni britanniche, tre le quali lo yacht reale Britannia.
| Conversioni in Classe J Non partecipanti/qualificate alla America's Cup Sfidanti Defenders repliche |               |               |               |                   |                                          |                                           | |
| Varato                                                                                              | Numero velico | Numero velico | Numero velico | Nome              | Progettista                              | Proprietario e Yacht Club                 | Descrizione |
| 1893                                                                                                | 1             | K1            | K1            | Britannia         | George Lennox Watson                     | Edoardo VII RYS                           | convertito in Classe J (1931). Affondato (1936). replicato (2010)                                                                       |
| 1907                                                                                                | B1            | 7             | K7            | White Heather II  | William Fife III                         | Myles Burton Kennedy - Royal Albert YC    | 23mR convertito in Classe J (1930). demolito (1932)                                                                                     |
| 1914                                                                                                | J1            | J1            | J1            | Resolute          | Nathanael Greene Herreshoff              | Sindacato Henry Walters NYYC              | 75 piedi della Universal Rule. Defender (AC1920). convertito in Classe J (1931). demolito (1939)                                        |
| 1914                                                                                                | I1            | I1            | I1            | Vanitie           | William Gardner                          | Alexander Smith Cochran, NYYC             | 75 piedi della Universal Rule. Eliminato alle prove per la scelta del Defender (AC1920). Convertito in Classe J (1931). Demolito (1939) |
| 1928                                                                                                | K2            | JK2           | JK2           | Astra             | Charles Ernest Nicholson                 | Sir Adam Mortimer Singer RYS              | 23mR convertito in Classe J (1931). restaurato (1987)                                                                                   |
| 1928                                                                                                | K4            | K4            | K4            | Cambria           | William Fife III                         | Sir William Ewart Berry RYS               | 23mR restaurato (1995, 2001). Riclassificato come Classe J (2003)                                                                       |
| 1929                                                                                                | K8            | K8            | K8            | Candida           | Charles Ernest Nicholson                 | Hermann Anton Andreae Royal Southern YC   | 23mR convertito in Classe J (1931). restaurato (1989)                                                                                   |
| 1930                                                                                                | JK3           | JK3           | JK3           | Shamrock V        | Charles Ernest Nicholson                 | Sir Thomas Lipton Royal Ulster YC         | sconfitto 4:0 (AC1930). restaurato da Elizabeth Meyer (1989).                                                                           |
| 1930                                                                                                | 1             | 1             | 1             | Weetamoe          | Clinton Hoadley Crane                    | Sindacato George Nichols NYYC             | eliminato (AC1930, AC1934). venduto per la demolizione (1937)                                                                           |
| 1930                                                                                                | 2             | JUS2          | JUS2          | Yankee            | Frank Cabot Paine                        | Sindacato John Silsbee Lawrence NYYC      | eliminato (AC1930, AC1934, AC1937). venduto per la demolizione (1941)                                                                   |
| 1930                                                                                                | 3             | 3             | 3             | Whirlwind         | Lewis Francis Herreshoff                 | Sindacato Landon Ketchum Thorne NYYC      | eliminato (AC1930). venduto per la demolizione (1935)                                                                                   |
| 1930                                                                                                | 4             | 4             | 4             | Enterprise        | William Starling Burgess                 | Sindacato Harold Stirling Vanderbilt NYYC | vincitore 4:0 (AC1930). venduto per la demolizione (1935)                                                                               |
| 1933                                                                                                | JK7           | JK7           | JK7           | Velsheda          | Charles Ernest Nicholson                 | William Lawrence Stephenson RYS           | restaurato (1997). più alto albero in fibra di carbonio al mondo (165 piedi, 2008)                                                      |
| 1934                                                                                                | JK4           | JK4           | JK4           | Endeavour I       | Charles Ernest Nicholson                 | Sir Thomas Octave Murdoch Sopwith RYS     | sconfitto (AC1934). ricostruito da Royal Huisman (1989)                                                                                 |
| 1934                                                                                                | J5            | J4            | J4            | Rainbow           | William Starling Burgess                 | Sindacato Harold Stirling Vanderbilt NYYC | vincitore 4:2 (AC1934). eliminato (AC1937). venduto per la demolizione (1940)                                                           |
| 1936                                                                                                | JK6           | JK6           | JK6           | Endeavour II      | Charles Ernest Nicholson                 | Sir Thomas Octave Murdoch Sopwith RYS     | sconfitto 0:4 (AC1937). venduto per la demolizione (1947)                                                                               |
| 1937                                                                                                | J5            | J5            | J5            | « 77C »-Ranger    | William Starling Burgess & Olin Stephens | Sindacato Harold Stirling Vanderbilt NYYC | vincitore 4:0 (AC1937). venduto per la demolizione (1941)                                                                               |
| 2004                                                                                                | J5            | J5            | J5            | « 77C »-Ranger    | Fred Elliot/Danish Yacht                 | John A. Williams NYYC                     | réplique William Starling Burgess & Olin Stephens (« 77C »-Ranger, 1937)                                                                |
| 2009                                                                                                | JK6           | JK6           | JK6           | Hanuman           | Gerard Dykstra                           | Dr. James H. Clark                        | replica di Endeavour II (1936) |
| 2010                                                                                                | JH1           | JH1           | JH1           | « 77F »-Lionheart | Andre Hoek                               |                                           | modello originale (« 77F », 1937). |
| 2012                                                                                                | JH2           | JH2           | JH2           | Rainbow           | Gerard Dykstra                           | Chris Gongriep                            | replica di Rainbow (1934). |